# علا أورحو عين التريد (لحشالفة عين التريد)
علا أورحو عين التريد هو دُوَّار يقع بجماعة أمرصيد، إقليم ميدلت، جهة درعة تافيلالت في المملكة المغربية. ينتمي الدوّار لمشيخة لحشالفة عين التريد التي تضم دوارين. يقدر عدد سكانه بـ 194 نسمة حسب الإحصاء الرسمي للسكان والسكنى لسنة 2004.

## روابط خارجية
- البوابة الوطنية للجماعات الترابية نسخة محفوظة 12 مارس 2018 على موقع واي باك مشين.
- المندوبية السامية للتخطيط